# Megalopyge opercularis
Megalopyge opercularis is een vlinder uit de familie van de Megalopygidae. De wetenschappelijke naam van de soort is voor het eerst geldig gepubliceerd in 1797 door Smith & Abbot.
De ca 2,5cm lange rups van de M. opercularis heeft lange haren die aan de vacht van een perzische kat doen denken. De soort komt onder meer voor  op eik, iep en prunus in Centraal Amerika en het uiterste zuiden van de Verenigde Staten. De haren van de rups maken de soort gevaarlijk; bij contact veroorzaken ze heftige pijn.